# Іссерліс Юлій Давидович
Юлій Давидович Іссерліс (Julius Isserlis; 31 жовтня [7 листопада] 1888, Кишинів — 23 липня 1968, Лондон) — російський, австрійський і британський піаніст, музичний педагог.
Почав навчатися музиці в 4 роки. Коли йому було 7 років, його викладач Колезе направив його до Київського музичного училища до його директора, професора В. В. Пухальського, а той в свою чергу в 1900 році — в Московську консерваторію до тодішнього директора В. І. Сафонова. У віці 13 років Юлій Іссерліс виступив в симфонічному концерті пам'яті Антона Рубінштейна, виконавши «Польську фантазію» Шопена (оркестром диригував В. І. Сафонов). Після закінчення консерваторії із золотою медаллю в 1905 році удосконалювався в Парижі у Р. Пюньо.